# Great Jones Street
Ne doit pas être confondu avec Great Jones Street (roman).
Great Jones Street est une rue de New York.

## Situation et accès
Située dans l'arrondissement de Manhattan, dans le quartier de NoHo, Great Jones Street est dans le prolongement de la 3e rue, entre Broadway et Bowery.

## Origine du nom
Elle doit son nom à Samuel Jones (en) (1734-1819), un homme politique américain.

## Historique
La rue, qui a été nommée en 1789, a été ouverte sur une partie des terres que Samuel Jones (en) avait cédé à la ville, contre la condition qu'une rue y soit nommée en son honneur.

## Bâtiments remarquables et lieux de mémoire

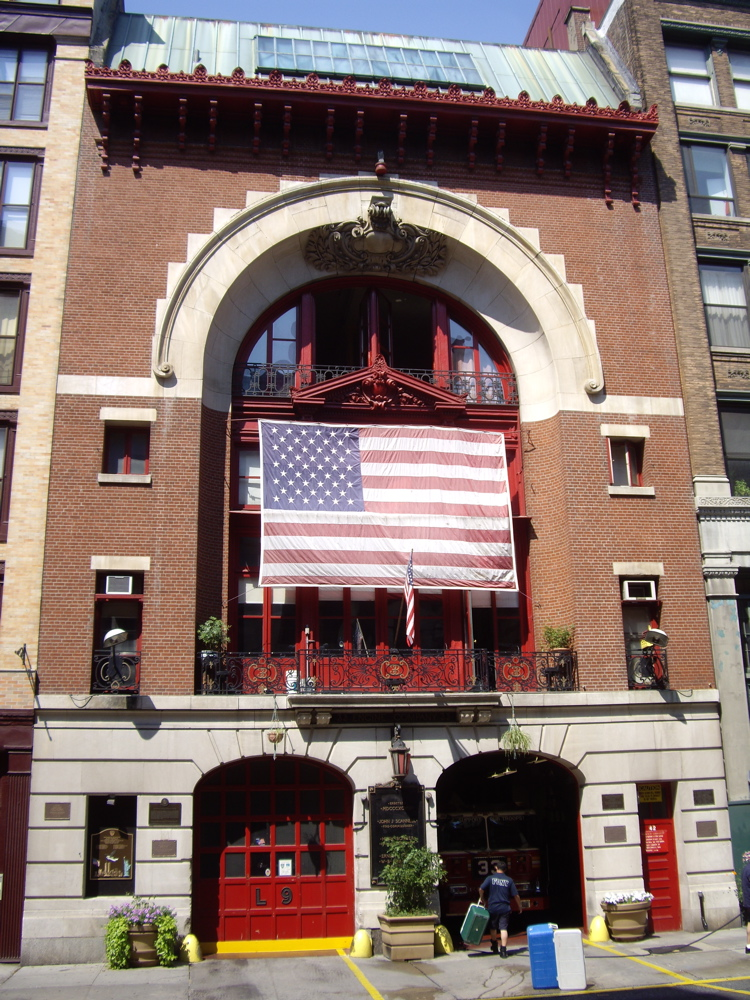
44 Great Jones Street.
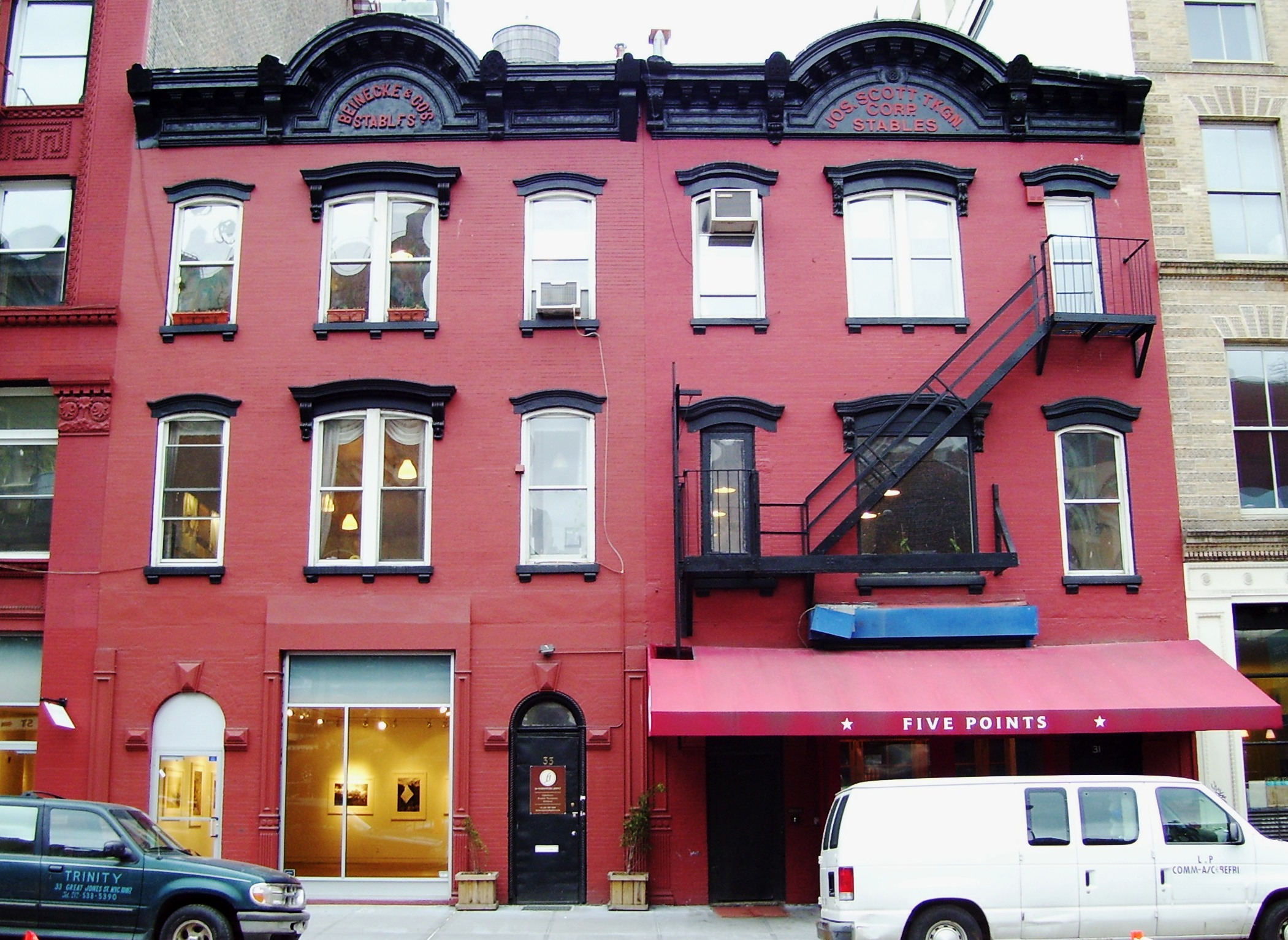
31 & 33 Great Jones Street.